# The Place
The Place es una película italiana de 2017 dirigida por Paolo Genovese, quien también coescribió el guion. Es una adaptación cinematográfica de la serie de televisión The Booth at the End. La película es protagonizada por Marco Giallini, Alessandro Borghi, Sabrina Ferilli, Giulia Lazzarini, Vinicio Marchioni, Valerio Mastandrea, Silvio Muccino, Rocco Papaleo, Vittoria Puccini y Alba Rohrwacher.

## Reparto
- Valerio Mastandrea como L'uomo.
- Marco Giallini como Ettore.
- Alba Rohrwacher como suor Chiara.
- Vittoria Puccini como Azzurra.
- Rocco Papaleo como Odoacre.
- Silvio Muccino como Alex.
- Silvia D'Amico como Martina.
- Vinicio Marchioni como Gigi.
- Alessandro Borghi como Fulvio.
- Sabrina Ferilli como Angela.
- Giulia Lazzarini como Marcella.

## Estreno
La película fue presentada en el Festival de Cine de Roma en 2017 y fue estrenada en cines italianos el 9 de noviembre de 2017.

## Recepción
The Place recibió reseñas generalmente positivas de parte de la audiencia.
En el sitio IMDb los usuarios le han dado una calificación de 7.1/10, sobre la base de 3608 votos. En la página FilmAffinity tiene una calificación de 6.4/10, basada en 130 votos.